# Vihar (Shakespeare)
Vihar (angleško The Tempest) je eno zadnjih Shakespearovih del. Napisal jo je leta 1610, prvič je bila odigrana v Londonu leta 1611. V igri nastopajo čarovnik Prospero, njegova hči Miranda, Ariel ter drugi duhovi in vile.
V slovenščino so jo prevedli Oton Župančič, Janko Moder, Simona Čeh in Milan Jesih.
Enega najbolj slavnih verzov Shakespearovega opusa izreče Prospero: »Iz take snovi smo, kakor so sanje - in naše majhno življenje je obkroženo s spanjem.«

## Osebe
- Prospero, milanski vojvoda in protagonist zgodbe
- Miranda, Prosperova hči
- Ariel, zračni duh
- Kaliban, iznakažen Prosperov suženj in Sycoraxin sin
- Alonso, neapeljski kralj
- Sebastjan, Alonsov brat
- Antonio, Prosperov brat
- Ferdinand, Alonsov sin
- Gonzalo, pošten in optimističen stari svetnik,
- Adrian in Francisco, lorda
- Trinculo, burkež
- Stephano, pijani butler
- Boatswain
- Kapitan ladje
- Iris, Ceres in Juno, duhovi
- Sycorax, (omenjena, vendar preminula, pred začetkom poteka zgodbe) čarovnica in Kalibanova mati